# Club Deportivo Reducto
El Club Deportivo Reducto es un club social y deportivo uruguayo, fundado el 11 de mayo de 1927. Se ubica en el barrio Reducto de la ciudad de Montevideo, lugar de donde toma su nombre. 
Su hinchada es denominada La Banda del Manicomio.
Su principal actividad es el baloncesto.Se encuentra afiliado a la Federación Uruguaya de Basketball desde 1929, y disputa la Divisional Tercera de Ascenso (DTA).                   
Su rivalidad es con la hinchada del Club Capurro, la cual se generó tras una vil emboscada sufrida en el año 2022.
Comparte barrio con la Institución Deportiva y Social Olivol Mundial, con la cual disputa el clásico de la zona.        

## Historia

### Sus inicios
Fundado el 11 de mayo de 1927, es un club de barrio que se caracteriza por su participación en las categorías de ascenso del básquetbol uruguayo.
Su inicio se remonta hacia 1927, cuando un grupo de jóvenes del barrio Punta Carretas se reunía nada más que por el hecho de estar juntos y practicar deportes. Unidos por la fe cristiana, bautizaron aquella unión como Asociación Católica León XIII. Así fue como estos muchachos, un 11 de mayo, comenzaron a transitar el sendero del club, siempre bajo un mismo precepto: el deporte como recreación y unión de la amistad. Sin embargo, dos años más tarde consideraron que debían trasladarse para continuar con su iniciativa, desembocando en la sede de la calle Colorado casi San Martín.
A partir de ese momento, el club se fue nutriendo de nuevas personas, entre los que se encontraba Delfor Manisse. Tuvieron que cambiar de nombre, porque había una asociación católica en la calle Gaboto, que se llamaba León XIII, que tenía los trofeos del Club. Los jóvenes les pidieron mantener el nombre y conservar sus trofeos, pero les indicaron que debían cambiar de nombre para que les dieran las copas. Entonces, durante una asamblea, el director de la Escuela Alemania, ubicada en San Martín y Vilardebó, Armando Roig, propuso a los socios que la institución se llamara Club Deportivo Reducto, lo que fue votado por la comisión directiva por unanimidad.
A lo largo de 21 años el club se mantuvo en la sede de la calle Colorado, hasta que se les pidió el terreno y se trasladó al actual predio, en la calle San Fructuoso 1350, donde construyó su cancha y todas sus instalaciones.

### Mejora deportiva y debut en primera
Reducto se afilió a la FUBB en 1929. Tras participar de las categorías de ascenso, en la temporada 1951 logró el título y el ansiado ascenso hacia la Primera División, disputando el Campeonato Federal 1952.
Los de San Fructuoso volvieron a repetir su participación en el círculo de privilegio en la temporada 1966. Pero al igual que su participación anterior, no logró mantener la categoría.
Sus siguientes participaciones se limitarían a múltiples ascensos y descensos entre las distintas divisionales del básquetbol uruguayo.

### Actualidad
En 2007 hubo un apoyo de parte de la Intendencia de Montevideo con la movilización de vecinos por medio de los Presupuestos Participativos para modificar el área de circulación en torno al gimnasio del club (ubicado entre San Fructuoso y Dr. Alfredo García Morales), entre otras mejoras.
Si bien el club milita en la Divisional Tercera de Ascenso (DTA), tercera y última categoría del básquetbol uruguayo, en las últimas temporadas ha estado cerca del ascenso a la Liga Uruguaya de Ascenso, incluso disputando encuentros definitorios para acceder al cupo de ascenso.
En junio de 2020 realizó un acuerdo con Peñarol, para colaborar en el retorno del aurinegro al básquetbol uruguayo y proporcionarle planteles juveniles.

## Formativas
El club presenta una rica historia con las formativas, siendo campeones múltiples veces en distintas categorías (serie 1 serie 7) destacando por últimos logros campeón Copa Amistad (copa Antel) de formativas año 2018/2019 invictos categoría U13 de la mano de Claudio Recoba y llegando a la final en 2022 en la categoría perdiendo ante Deportivo Maldonado categoría U15. El club presenta unas formativas con bastante historia, tuvieron grandes jugadores y además de ser un gran productor de ellos, como Renzo Rava, Diego Cal, Roberto Esmoris entre otros. 
El cuerpo técnico está compuesto por Luis Alonso (DT), Mathías Sánchez (DT físico) y Nelson Rodríguez (DT). 
En el año 2023 en la categoría cadetes (2006/2007) El "Loco" del Manicomio se coronó campeón de serie 7 FUBB, luego de varios años de sequía ganadora basquetbolisticamente de la mano de su referente y capitán Matías Márquez y su entrenador José Luis Alonso. 
Instagram Club Deportivo Reducto: https://www.instagram.com/clubdeportivoreducto?igsh=ejMwdXBzaXV6cW9q

## Palmarés

### Títulos nacionales
- Torneo Federal de Segunda de Ascenso: 1951.
- Torneo Federal de Tercera de Ascenso: 1975.